# Prüm (rijeka)
Prüm (Njemački izgovor: [ˈpʁʏm]) je rijeka u njemačkoj pokrajini Porajnje-Falačka, lijeva pritoka Sauera.
Njeziva ukupna dužina je 95 km, a površina porječja je 889 km2 Prüm izvire u brdima Schneifel, sjeverno od grada Prüma, blizu granice s Belgijom. Teče prema jugu kroz Prüm, Waxweiler, Holsthum i Irrel. Prüm se ulijeva u Sauer u Mindenu, na granici s Luksemburgom, tri kilometra istočno od Echternacha. Najveća pritoka Prüma je Nims.

## Porječje i pritoke
Porječje Prüma je površine 888.758 km2. Najveće pritoke Prüma su (l = lijeva obala (tamnoplava), d = desna obala (svijetloplava)):
- Mehlenbach (d), 14.3 km, prije Watzeratha
- Mönbach (d), 9.8 km, nakon Watzeratha
- Alfbach (d), 22.3 km, blizu Pronsfelda
- Bierbach (d), 9.8 km, nakon Pronsfelda
- Echtersbach (d), 7.3 km, prije Brechta
- Enz (d), 37.9 km, u Holsthumu
- Nims (l), 61.4 km (38,2 mi), u Irrelu